# Frank Keeping
Frank Keeping was een Brits wielrenner. Hij nam deel aan de Olympische Zomerspelen van 1896 in Athene.
Keeping eindigde vijfde, samen met twee anderen, met een tijd van 27.0 seconden. In de 12-uren race was hij samen met Adolf Schmal de enige die aankwam. Hij reed 314,665 kilometer in twaalf uren tijd. Schmal deed maar enkele honderden meters verder.

## Belangrijkste resultaten
OS 1896
 in de 12 uur